# Мактаггарт, Ричард
Ри́чард Макта́ггарт (англ. Richard McTaggart; 15 октября 1935, Данди — 9 марта 2025) — британский боксёр лёгкой и полусредней весовых категорий, выступал за сборные Великобритании и Шотландии во второй половине 1950-х — первой половине 1960-х годов. Чемпион летних Олимпийских игр в Мельбурне, чемпион Европы, чемпион Игр Содружества наций, победитель многих международных турниров и национальных первенств. Также известен как тренер по боксу.

## Биография
Ричард Мактаггарт родился 15 октября 1935 года в городе Данди, Шотландия. Рос в многодетной спортивной семье — четверо его братьев тоже были боксёрами. Сам начал заниматься боксом в десятилетнем возрасте в местном боксёрском клубе, затем продолжил подготовку во время службы в Королевских военно-воздушных силах. Первого серьёзного успеха на ринге добился в 1954 году, когда занял второе место на любительском чемпионате Англии (в финале досрочно проиграл Дэйву Чарнли). В 1956 году стал чемпионом национального первенства в лёгком весе и благодаря череде удачных выступлений удостоился права защищать честь страны на летних Олимпийских играх в Мельбурне — одолел здесь всех своих соперников и получил золотую олимпийскую медаль. Помимо этого, был награждён Кубком Вэла Баркера, почётным призом, который вручается самому техничному боксёру олимпийского турнира.
В отличие от большинства своих соотечественников, Мактаггарт не стал переходить в профессионалы, продолжив выступать на любительском ринге в составе сборных команд. В 1957 году он впервые выиграл чемпионат Шотландии (впоследствии повторил это достижение ещё шесть раз) и побывал на чемпионате Европы в Праге, где, тем не менее, не смог пройти дальше предварительных раундов. В следующем сезоне во второй раз завоевал звание чемпиона Англии, после чего добыл золото на Играх Британской империи и Содружества наций в Кардиффе. На европейском первенстве 1959 года в Люцерне вновь выступил неудачно, потерпел поражение в первом же матче на турнире.
На чемпионате Ассоциации любительского бокса Англии 1960 года Мактаггарт вновь был лучшим, за счёт этой победы прошёл квалификацию на Олимпийские игры в Рим. На Олимпиаде сумел дойти до стадии полуфиналов, затем по очкам проиграл поляку Казимежу Паздзёру, который в итоге и стал олимпийским чемпионом. Получив бронзовую олимпийскую медаль, шотландец остался в основном составе национальной сборной, продолжая принимать участие в крупнейших международных турнирах. Так, в 1961 году он наконец выиграл золотую награду чемпионата Европы — на соревнованиях в Белграде в лёгкой весовой категории ему просто не было равных.
В 1962 году Мактаггарт поднялся в полусредний вес и съездил на Игры Содружества наций в Перт, откуда привёз медаль серебряного достоинства (в решающем матче уступил представителю Ганы Клементу Квартею). Год спустя в четвёртый раз выиграл чемпионат Англии, побывал на европейском первенстве в Москве, но неудачно. В 1964 году он прошёл отбор на Олимпийские игры в Токио (до сих пор остаётся единственным боксёром Великобритании, кому удалось поучаствовать в трёх Олимпиадах). Однако на сей раз попасть в число призёров у него не вышло, в третьем матче его побил поляк Ежи Кулей, будущий двукратный олимпийский чемпион. В 1965 году Мактаггарт в пятый раз стал чемпионом Англии, безрезультатно съездил на чемпионат Европы в Берлин, после чего принял решение завершить карьеру спортсмена.
Всего в любительском боксе Ричард Мактаггарт провёл 634 поединка, из них 610 выиграл, при этом на различных соревнованиях получил в общей сложности 138 медалей. Завершив спортивную карьеру, работал тренером по боксу, в частности, возглавлял сборную Шотландии, ездил с шотландской командой на Олимпийские игры 1984 года в Лос-Анджелес, руководил шотландскими боксёрами на Играх Содружества наций 1990 года в Окланде и т. д. За выдающиеся спортивные достижения в 2002 году был включён в Шотландский зал спортивной славы, является кавалером ордена Британской империи.
Умер 9 марта 2025 года в возрасте 89 лет.